# 栃木県立佐野松桜高等学校
栃木県立佐野松桜高等学校（とちぎけんりつさのしょうおうこうとうがっこう、英: Tochigi prefectural Sano Shou-ou High School）は、栃木県佐野市出流原町にある栃木県立高等学校。2011年に栃木県立佐野松陽高等学校と栃木県立田沼高等学校が統合して開校した。

## 概観
2011年に栃木県立佐野松陽高等学校と栃木県立田沼高等学校の統合により設置された。校舎は佐野松陽高のものを使用している。なお、統合前の佐野松陽高・田沼高は2013年に閉校した。

### 教育目標
- 健康で豊かな人間性を備え、高い専門性と創造力を身に付けた、社会に貢献できる産業人を育成する

## 沿革

### 略歴
栃木県の『県立高等学校再編基本計画』により、栃木県立佐野松陽高等学校と栃木県立田沼高等学校が統合し2011年に設立された。

### 年表
- 2011年4月1日 - 栃木県立佐野松陽高等学校と栃木県立田沼高等学校が統合され、栃木県立佐野松桜高等学校が設立される。
- 2013年3月31日 - 栃木県立佐野松陽高等学校と栃木県立田沼高等学校が閉校。

## 基礎データ

### 所在地
- 栃木県佐野市出流原町643-5

### アクセス
- JR両毛線・東武鉄道佐野線佐野駅より佐野市営バス名水赤見線佐野松桜高校前バス停下車徒歩1分